# Ottowia testudinis
Ottowia testudinis es una bacteria gramnegativa del género Ottowia. Fue descrita en el año 2022. Su etimología hace referencia a tortuga. Es aerobia e inmóvil. Tiene un tamaño de 0,7-1,1 μm de ancho por 2,5-3,4 μm de largo. Catalasa y oxidasa positivas. Temperatura de crecimiento entre 20-37 °C. Crece en TSA, agar sangre sin producir hemólisis y agar PYE, pero no en MacConkey. Se ha aislado de la cloaca de una tortuga (Heosemys grandis). 